# La Muerte (Tarot)

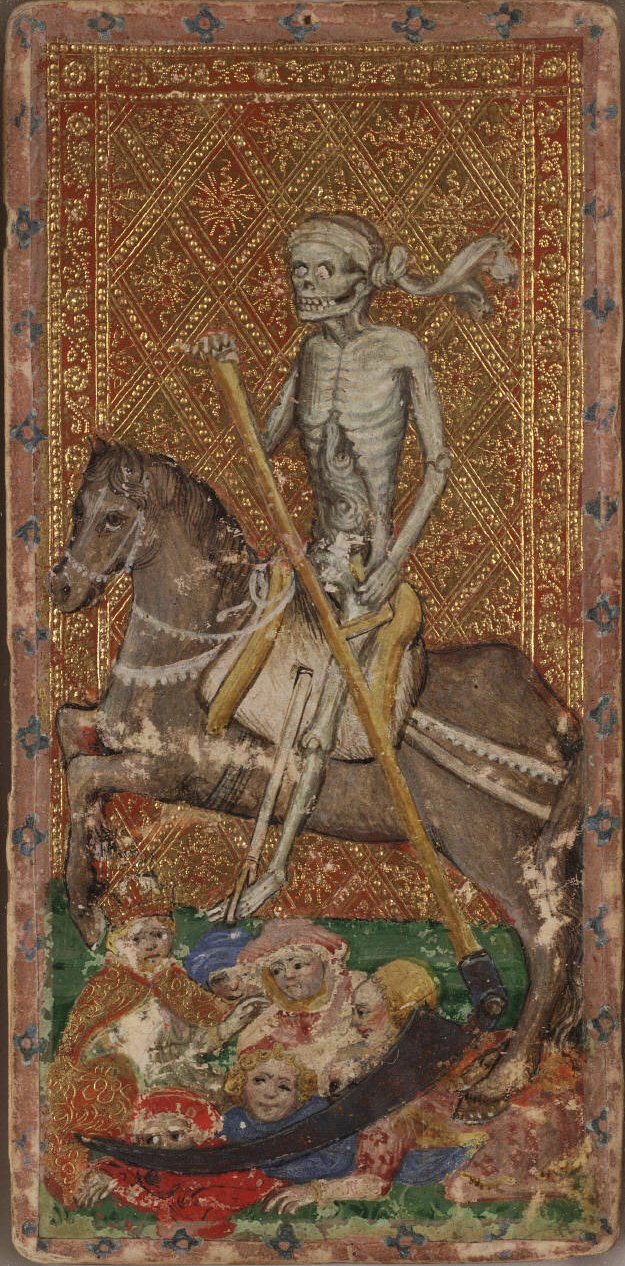
La Muerte (Tarot Cary-Yale)

La Muerte es una carta del Tarot.

## Elementos descriptivos
Es la carta número 13 del tarot (XIII). En el mundo occidental, este número está asociado a la mala suerte, por eso, por superstición en muchas barajas se omite el nombre o el número.
- Un esqueleto humano aparece sobre el campo y a sus pies, se pueden observar restos humanos de diferentes géneros y posiciones sociales: nadie puede escapar a su hoja, ni el rico (rey) ni el pobre, en alusión al tópico literario Pulvis sumus et pulvis reverterimur (Polvo somos y en polvo nos convertiremos) utilizado durante el medievo para recordar el poder igualatorio de la muerte.
- En el Tarot de Marsella, el esqueleto tiene una guadaña entre las manos como arando la tierra donde están los cuerpos.
- En el Tarot de Rider, La Muerte va vestida de armadura negra sobre su caballo que avanza lentamente y carga una bandera negra con una flor blanca de cinco hojas. Al fondo se puede observar un barco sobre un río (símbolo de la laguna Estigia, frontera entre el mundo de los vivos y los muertos en la mitología Griega) y al fondo a la derecha se observan un amanecer entre las dos columnas. En el tarot de Rider la carta de La Muerte tiene nombre y número.

## Simbología
Según el tarot, la carta de la Muerte no representa literalmente la muerte física y no necesariamente es un vaticinio negativo. La Muerte presenta el cambio (de acuerdo con A.E. Waite y Eden Gray), el fin de un ciclo y el resurgimiento de otro. Por ende, la muerte no debe ser temida. 
En el Tarot Mítico aparece representada por Hades. En el Tarot de El Señor de los Anillos es representada por un Espectro del Anillo. En el Tarot X de CLAMP es representada por Seishiro Sakurazuka.
| Precedido por: XII. El Colgado | Arcanos mayores del Tarot | Sucedido por: XIV. La Templanza |

- Datos: Q3210905
- Multimedia: Death (Major Arcana) / Q3210905